# Rolf Prasch
Rolf Prasch (* 18. Oktober 1883 als Rudolf Prasch in Karlsruhe; † 23. Juni 1960 in Hamburg) war ein  deutscher Schauspieler, Theaterintendant und Theaterregisseur.

## Leben

### Theater
Durch seine Eltern, den Schauspieler und Leiter des Theater des Westens Aloys Prasch und die Schauspielerin Auguste Prasch-Grevenberg, hatte Rolf Prasch frühzeitig Theaterluft geschnuppert. Unter Max Grube erhielt Prasch seine künstlerische Ausbildung. 1904 begann er zunächst Rechtswissenschaften in Freiburg und Berlin zu studieren. 1905 wurde er Mitglied des Corps Suevia Freiburg. Die Ruprecht-Karls-Universität Heidelberg promovierte ihn 1908 zum Dr. iur. Anschließend startete er seine Bühnenlaufbahn am Theater Zwickau. Kurz vor Ausbruch des Ersten Weltkriegs trat Prasch am Zürcher Stadttheater auf. Es folgten Verpflichtungen an das Stadttheater Königsberg, das Hoftheater Kassel und das Staatstheater Stuttgart. An dessen Vereinigten Theatern war er Ende der 1920er Jahre auch als Oberspielleiter tätig.
Anschließend begann Praschs Zeit als Theaterleiter. Ab 1928 wirkte er als Intendant und Oberspielleiter am Stadttheater Gießen. 1933 wechselte Dr. Prasch als Generalintendant an das Hessische Landestheater von Darmstadt, 1935/36 an das Krefelder Stadttheater. Von 1936 bis 1940 war er Intendant des Landestheaters von Meiningen. In der Spielzeit 1939/40
inszenierte er Wilhelm Tell (Schiller). Dem Vogt Gessler gab er die Frisur Adolf Hitlers.
Im Zweiten Weltkrieg wirkte er bis zur von Goebbels befohlenen Schließung aller deutschen Theater im Spätsommer 1944 als Intendant am Görlitzer Stadttheater. Seine Inszenierung von Joseph von Eichendorffs Ezzelino da Romano musste sechsmal wiederholt werden.
Seine Nachkriegskarriere begann Rolf Prasch als Schauspieler und Bühnenvorstand des Stadttheaters im thüringischen Sonneberg. Wenig später übersiedelte er in den Westen und wurde schließlich an die Städtischen Bühnen von Flensburg berufen, um von 1949 bis 1951 die dortige Intendanz zu übernehmen. Nach einer stellvertretenden Intendanz bei den Götz-Festspielen in Jagsthausen übersiedelte Dr. Prasch 1951 nach Hamburg, wo er sich niederließ. Nach nur einer Spielzeit als Regisseur am Theater am Besenbinderhof 1952/53 zog sich Prasch in das Privatleben zurück. Nur für Aufträge vom Funkhaus Hamburg kehrte er noch hin und wieder zu seinem angestammten Beruf zurück.

### Film
Rolf Prasch hatte zu Beginn der 1920er Jahre, als der in Berlin-Steglitz ansässige Künstler im Zivildienst tätig war, intensiv vor der Kamera gestanden. Die Rollen waren zumeist sehr klein und die Filme künstlerisch überwiegend bedeutungslos. Erst in der Zeit des Nationalsozialismus trat er wieder sporadisch als Filmschauspieler in Erscheinung; von seinen Arbeiten hier sind vor allem seine beiden Darstellungen Kaiser Wilhelms in den tendenziösen Großproduktionen Robert Koch, der Bekämpfer des Todes und Carl Peters in Erinnerung geblieben. Seine letzte Filmrolle bis 1945 war sinnigerweise die eines Theaterdirektors in Liebesgeschichten. Für seinen letzten Film, die Komödie Unter den Sternen von Capri, verpflichtete ihn 1953 eine Hamburger Filmgesellschaft.

## Familie

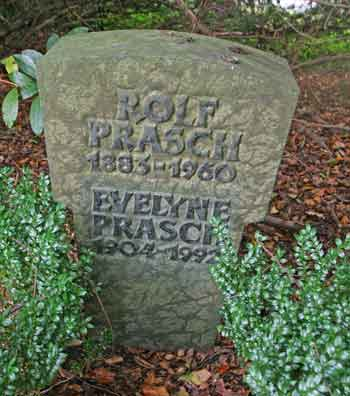
Praschs Grab auf dem Friedhof Ohlsdorf

Praschs Onkel war Julius Grevenberg (1863–1927), Theaterschauspieler und -direktor. Seine Großeltern mütterlicherseits waren Wilhelmine Grevenberg-Langheinz und Julius Grevenberg, beide Opernsänger. Er war mit Evelyne Prasch verheiratet und hatte eine 1927 geborene Tochter.
Rolf Prasch starb in seiner Heimatstadt Hamburg und fand auf dem Ohlsdorfer Friedhof im Planquadrat Bh 64 nahe der Seehofstraße seine letzte Ruhe.

## Filmografie
- 1920: Die Dreizehn aus Stahl
- 1920: Masken
- 1920: Puppen des Todes
- 1921: Der Schicksalstag
- 1921: Der Totenklaus
- 1921: Die Perle des Orients
- 1922: Die Männer der Frau Clarissa
- 1922: Der brennende Acker
- 1922: Fridericus Rex
- 1922: Der schwarze Stern
- 1922: Die Zigarettengräfin
- 1938: Du und ich
- 1938: Rote Orchideen
- 1939: Robert Koch, der Bekämpfer des Todes
- 1940: Carl Peters
- 1943: Liebesgeschichten
- 1953: Unter den Sternen von Capri